# Вильфрид, Жак
Жак Вильфрид (фр. Jacques Vilfrid; род. 23 января 1923, Париж — 21 января 1988, Шато-Тьерри) — французский режиссёр, сценарист, продюсер и автор диалогов в жанре комедия.

## Избранная фильмография
- 1957 — Трёхколёсный грузовой мотороллер /  кино|1961 — Курьеры / Les Livreurs
- 1962 — Мастера / Les Bricoleurs
- 1962 — Мы поедем в Довиль / Nous irons à Deauville
- 1963 — Счастливчики / Les Veinards
- 1963 — Пик-Пик / Pouic-Pouic
- 1963 — Взорвите банк / Faites sauter la banque!
- 1964 — Жандарм из Сен-Тропе / Le Gendarme De Saint-Tropez
- 1964 — Гориллы / Les Gorilles
- 1965 — Жандарм в Нью-Йорке / Le Gendarme A New York
- 1966 — Приключения в загородном доме / Monsieur le président-directeur général
- 1966 — Большие каникулы / Les Grandes Vacances
- 1967 — Пекинская блондинка / La Blonde de Pékin
- 1968 — Странный полковник / Un drôle de colonel
- 1968 — Жандарм женится / Le Gendarme se marie
- 1969 — Замороженный / Hibernatus
- 1970 — Жандарм на прогулке / Le Gendarme En Balade
- 1971 — Судья / Le Juge
- 1971 — Джо / Jo
- 1973 — Консьерж / Le Concierge
- 1979 — Жандарм и инопланетяне / Le Gendarme Et Les Extra-Terrestres
- 1982 — Жандарм и жандарметки / Le Gendarme Et Les Gendarmettes